# Шильтах
Шильтах (нім. Schiltach) — місто в Німеччині, знаходиться в землі Баден-Вюртемберг. Підпорядковується адміністративному округу Фрайбург. Входить до складу району Ротвайль.
Площа — 34,22 км2. Населення становить 3801 ос. (станом на 31 грудня 2020).